# Турбореактивен двигател
Турбореактивен двигател е двигател, основно използван като самолетен двигател, чийто основна съставна част е газова турбина и чието действие се основава на изгарянето на смес от подаван под налягане въздух и горивото. Получената при изгарянето топлина разширява газовата смес и разширявайки си тя излиза от двигателя с голяма скорост като създава реактивна тяга.
Турбореактивните двигатели се отличават с голяма мощност и задвижваща сила, при сравнително малка маса и размери. От средата на 20 век това е най-използваният самолетен двигател. Самолетите с този вид двигател се наричат турбореактивни самолети.

## Начин на работа
Турбореактивният двигател засмуква атмосферен въздух с поредица от турбинни колела в предната си част. При преминаването си през всяко едно от тях налягането на въздушния поток нараства. В намиращата се в двигателя последователно на нагнетяването горивна камера, се впръсква гориво (обикновено керосин) и заедно с нагнетения въздух се изгаря. При изгарянето температурата и налягането се повишават многократно, вследствие на което се повишава и скоростта на движение на самите газове. Енергията на изгорелите газове се превръща отчасти в намиращата се по-назад турбина в механична енергия и въртене на турбината. Тази турбина служи за задвижване на компресорната турбина (на немски: Turbokompressor) в предната част, заедно с агрегати като хидравлични и горивни помпи и други. При излизането от изходящата дюза на турбината газовата смес се разширява до налягането на околната среда и при това се увеличава скоростта ѝ на движение. При много военни и свръхзвукови турбореактивни двигатели за увеличаване на мощността зад турбината има поставена втора горивна камера.
Този процес може да се сравни с един двигател с вътрешно горене като има и четирите такта на двигателя – засмукване, нагнетяване, изгаряне и изхвърляне, които се извършват едновременно и непрекъснато.
При много двигатели, лопатките на турбината често са изработени от материал различен от този на валът. Използването на два отделни материала се прави поради редица технически причини като умора на материала, топлинно разширение и период на експлоатация. За лопатките най-често се използват сплави на кобалт, никел, титан и др. Лопатките също така имат керамично покритие предпазващо метала от топлинната оксидация, която може да го разруши. Те са подложени на тежки условия, което налагат да се подменят по-често. Това спестява замяната на цели големи и скъпи компоненти на двигателя.

## Разграничаване
Турбореактивните двигатели заедно с ракетните двигатели, правопоточните въздушнореактивни двигатели и пулсиращите въздушнореактивни двигатели са от така наречените реактивни двигатели. С изключение на ракетните двигатели, те използват въздух за работата си като поемат отпред въздух, използват въздуха за изгаряне на горивото и изхвърлят изгорелите газове в задния край. Ракетите работят като изгарят горивото и създават чиста реактивна сила на движение. Правопоточните въздушнореактивни двигатели и пулсиращите въздушнореактивни двигатели не използват турбини.

## Видове турбореактивни двигатели
- Газовата турбина се състои от турбокомпресор, който засмуква въздух и го компресира, горивна камера за изгаряне на горивата и накрая турбина, която използва част от енергията на изгорелите газове за да задвижва компресора. Освен това има аеродинамичен вход на въздуха и регулираща налягането на изхода дюза. Това е най-първият вид турбореактивен двигател. Остатъчната енергия след турбината се превръща в реактивна енергия за движение.
- При развитието на тази конструкция чрез използването на допълнителни степени на турбината се подава допълнителна енергия на вала, която се използва за задвижване на един обикновено разположен отпред вентилатор, чийто диаметър е по-голям от вътрешното ядро. Чрез него се създава един допълнителен въздушен поток, който преминава около основното ядро. Този тип двигател се нарича турбовентилаторен и се използва за основен двигател за големите пътнически и транспортни самолети. При този вид двигатели един съществен параметър е коефициентът на двуконтурност (Bypass ratio), който представлява отношението на разхода на въздух по външния контур към разхода на въздух по вътрешния контур. Колкото е по-голям този параметър, толкова по-висок е КПД на двигателя.
- В случай на монтиране голям брой степени на турбината, при което голямата част от енергията на турбината се превръща в енергия на въртене на вала. При този вариант не се използва вентилатор, а витло, често пъти през предавка за намаляване на оборотите. Това е турбовитлов двигател. Освен витло може да се задвижва подемен винт на вертолет, задвижващ винт на кораб или генератор на електрическа енергия.

## История
За баща на турбореактивния двигател се счита англичанинът Франк Уитли, който още от 1928 г. предлага варианти за турбореактивен двигател. Ключът към решаването на този проблем е газова турбина, която осигурява енергията за въртене на компресор, който се разполага пред турбината. Уитли получава патент за този вид двигател през 1932 г. В процеса на разработка на самолет на тази база се изработва прототип на самолет, наречен Gloster E.28/39, който на 15 май 1941 г. прави пробен полет.
Независимо от Франк Уитли, през 1935 г. в Германия Ханс фон Оайн започва работата си по аналогичен двигател. Той се обръща към Ернст Хенкел, който вижда предимствата в концепцията за двигателя. На 27 август 1939 г. прототипът на двигателя, монтиран на He 178, лети като първия турбореактивен самолет в света. Първият серийно произвеждан самолет е двумоторният Месершмит Ме 262, при който е използван двигател Jumo 004.